# 페니 올렉시액
페니 올렉시액(영어: Penny Oleksiak)으로 잘 알려진 퍼넬러피 올렉시액(영어: Penelope Oleksiak, 2000년 6월 13일~)은 캐나다의 수영 선수로 주 종목은 자유형과 접영이다. 2016년 하계 올림픽에서 자유형 100m 금메달, 접영 1000m 은메달, 자유형 계영 동메달 2개을 획득하면서 총 4개의 메달을 획득했다. 그녀는 2000년대에 태어난 선수로는 최초로 올림픽 메달을 획득한 선수이다. 이후 2020년 하계 올림픽에서 계영 종목에서 은메달 2개와 동메달 2개를 획득했다.

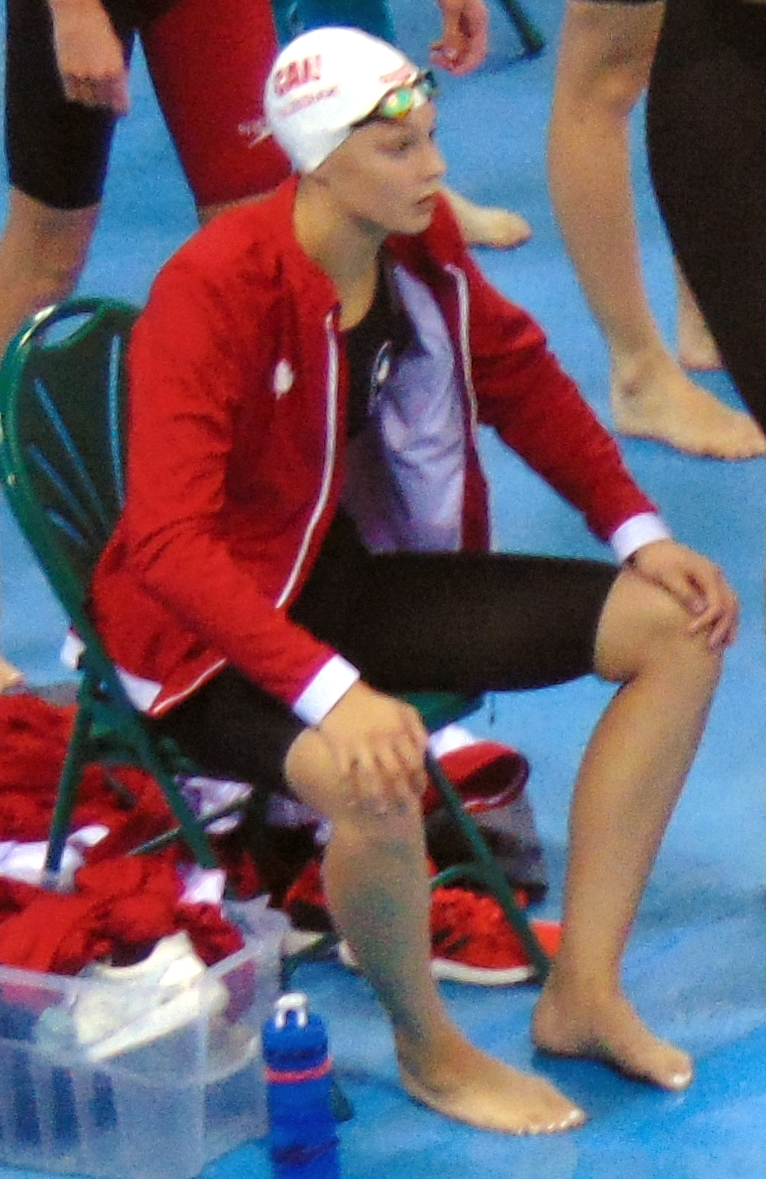
2016년 하계 올림픽 당시의 올렉시액

## 같이 보기
- 올림픽 수영 여자 메달리스트 목록